# Мистецькі змагання на літніх Олімпійських іграх 1912
Мистецькі змагання були проведені 1912 року в рамках Літніх Олімпійських ігор в Стокгольмі, Швеція. Це був перший раз, коли творчий конкурс увійшов до програми Олімпійських ігор. Медалі були вручені в п'яти категоріях: архітектура, література, музика, живопис і скульптура), для робіт присвячених спортивній тематиці.
Мистецькі змагання на літніх Олімпійських іграх входили в програму Ігор з 1912 по 1948 р., але були припинені через суперечки з приводу дилетантизму і професіоналізму.

## Переможці
| Category    | Золото                                                                       | Срібло                                                     | Бронза       |
| ----------- | ---------------------------------------------------------------------------- | ---------------------------------------------------------- | ------------ |
| Архітектура | Ежен-Едуард Моно та Альфонс Лаверьє (SUI) Building plan of a modern stadium  | none awarded                                               | none awarded |
| Література  | П'єр де Кубертен (FRA) "Ode to Sport"                                        | none awarded                                               | none awarded |
| Музика      | Рікардо Бартелемі (ITA) "Olympic Triumphal March"                            | none awarded                                               | none awarded |
| Живопис     | Джовані Пелегріні (ITA) Three connected friezes representing "Winter Sports" | none awarded                                               | none awarded |
| Скульптура  | Валтер Вінанс (USA) Bronze statuette "An American trotter"                   | Жорж Дюбуа (FRA) Model of the entrance to a modern stadium | none awarded |

1. ↑  Твір Кубертена був представлений під псевдонімом "Жорж Хогрод" і "Мартін Есхбах" з Німеччини.

В той час переможці турніру були нагороджені олімпійськими нагородами, проте, оскільки художні конкурси більше не розглядаються як офіційні олімпійські змагання Міжнародним олімпійським комітетом, то ці події не з'являються в офіційній базі даних медалей МОК, і ці підсумки змагань не включені до таблиці медалей МОК за 1912 рік.